# Leif Panduro
Leif Panduro, född 18 april 1923 i Frederiksberg, Danmark, död 16 januari 1977 av en hjärtattack, var en dansk dramatiker och författare. Från 1976 var han medlem av Danska akademien.

## Biografi

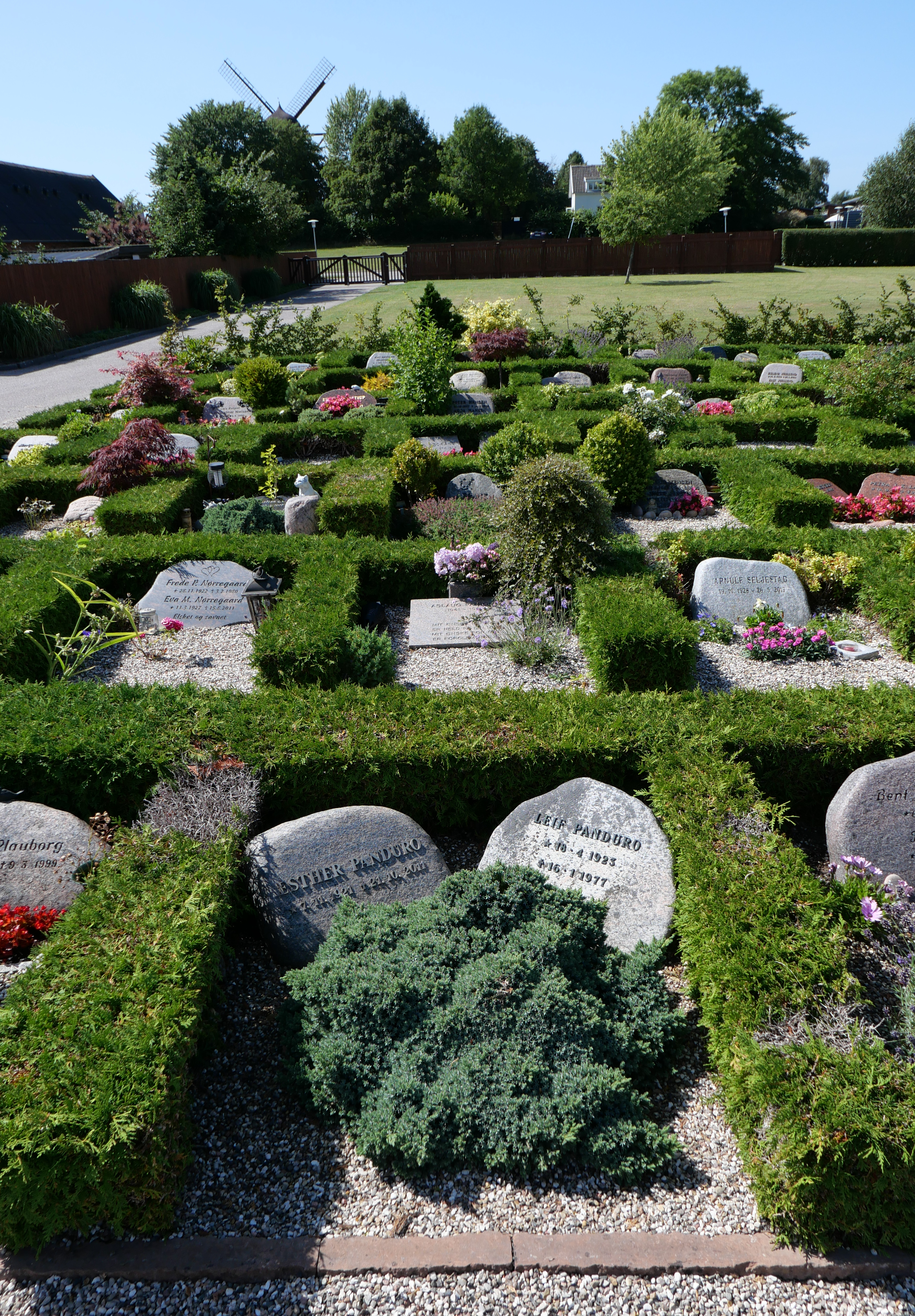
Panduros grav och hans hustru Esther, född Larsen (1921-2011), på Melby kyrkogård

Leif Panduro hade en svår barndom, bland annat tillbringade han en stor del av sin uppväxt på barnhem. Kort efter hans födelse skilde sig hans föräldrar, och hans mor blev inlagd på psykiatrisk klinik. Under andra världskriget avrättades hans far av den danska motståndsrörelsen på grund av att han hyste nazistsympatier. Leif Panduro själv var under en tid aktiv i motståndsrörelsen och blev vådaskjuten under befrielsedagen. Leif Panduro blev utexaminerad tandläkare 1947, och 1948 ingick han äktenskap med Esther Larsen. Åren 1949–1956 levde han och verkade i Sverige, i bland annat Borås.
Leif Panduro debuterade med Av, min guldtand 1957 (Aj, min guldtand, 1977), och året därpå gav han ut Rend mig i traditionerne 1958 (Skit i traditionerna, 1969), som i efterhand har vunnit status som en av klassikerna inom dansk litteratur. Leif Panduro räknas ofta som en satirisk och samhällskritisk författare, men hans popularitet beror till stor del på det humoristiska som genomsyrar hans alster.

## Verk (på svenska)
(Samtliga översatta av Nenne Runsten och utgivna av Norstedt)
- Av, min guldtand (1957) (Aj, min guldtand, 1977)
- Rend mig i traditionerne (1958) (Skit i traditionerna, 1969)
- De uanstændige (1960) (De oanständiga, 1975))
- Fern fra Danmark (1963) (En man från Danmark, 1968)
- Fejltagelsen (1964) (Misstaget, 1979)
- Den gale mand (1965) (Galen man, 1977)
- Vejen til Jylland (1966) (Vägen till Jylland, 1978)
- Daniels anden verden (1970) (Daniels andra värld, 1971)
- Vinduerne (1971) (Flickan i kikaren, 1973)
- Amatørerne (1972) (En clown åt borgarna, 1973)
- Den ubetænksamme elsker (1973) (Den obetänksamme älskaren, 1974)
- Høfeber (1975) (Hösnuva, 1976)

## Priser och utmärkelser
- Kritikerpriset 1963 för Fern fra Danmark
- Danska Akademiens Stora Pris 1971
- Boghandlernes gyldne Laurbær 1971
- Holbergmedaljen 1971
- Søren Gyldendal-priset 1975